# Республика Мэриленд
Республика Мэриленд (также известная как Независимое государство Мэриленд) была маленьким африкано-американским государством, которое просуществовало с 1854 по 1857 годы, когда вошло в состав Либерии.
Территория была впервые заселена в 1834 году преимущественно освобождёнными афроамериканскими рабами и свободнорождёнными афроамериканцами из американского штата Мэриленд под покровительством Колонизационного общества штата Мэриленд. В 1838 году другие афроамериканские поселенцы объединились в Содружество Либерии, провозгласившее свою независимость в 1847 году. Колония Мэриленд в Либерии оставалась обособленной, так как Колонизационное общество штата желало сохранить свою торговую монополию в регионе. 2 февраля 1841 года, Мэриленд африканский стал Государством Мэриленд. Государство провозгласило свою независимость 29 мая 1854 года как Мэриленд в Либерии со столицей в Харпере.

## История

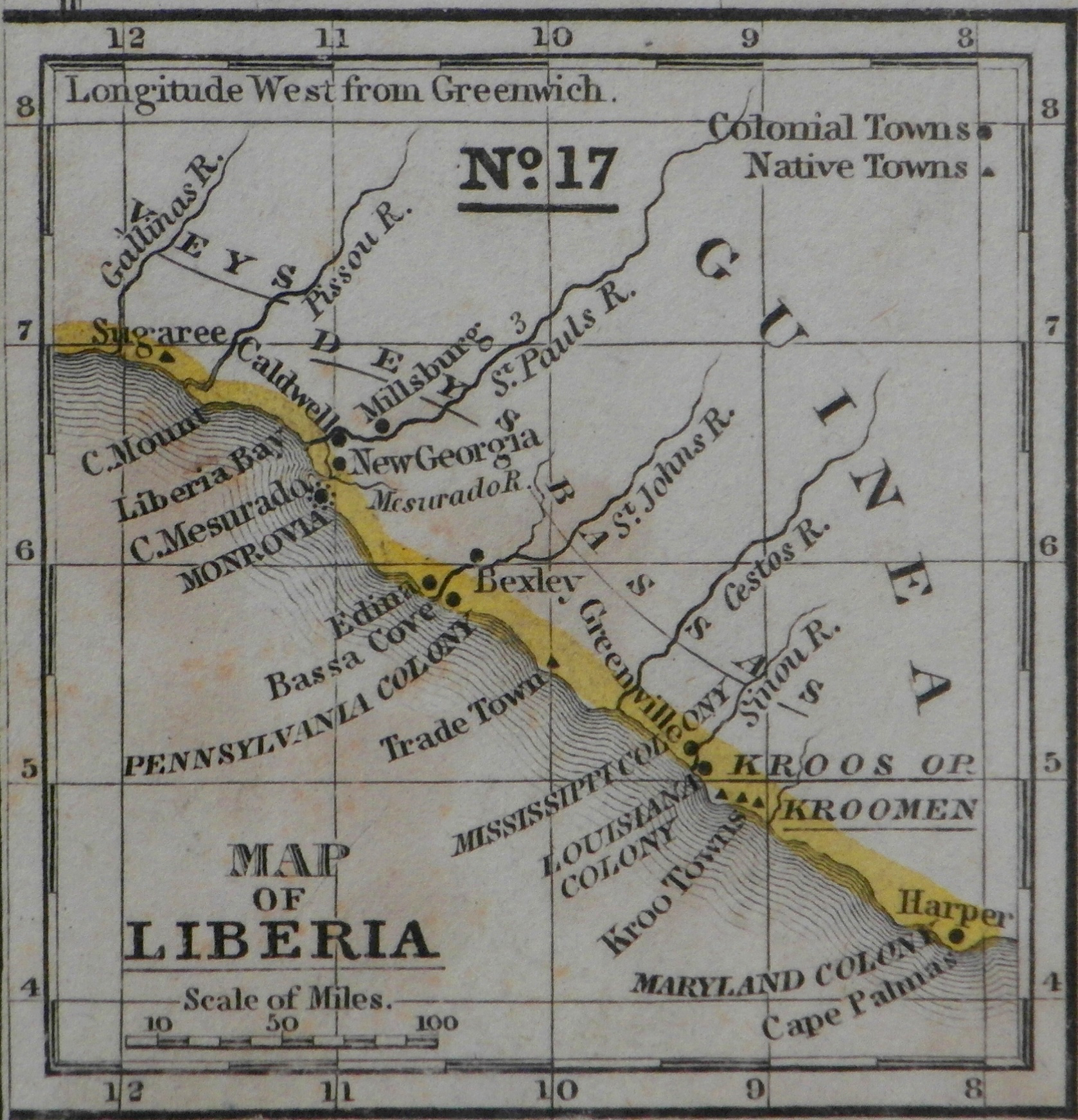
Карта Либерии 1830-х годов, на которой обозначены Республика Мэриленд и другие спонсируемые государством колонии.

В декабре 1831 года, законодательный орган штата Мэриленд ассигновал $10 000 на 26 лет на бесплатные перевозки свободных негров и бывших рабов из Соединённых Штатов в Африку, и для этих целей было учреждено Колонизационное общество штата Мэриленд.

### Заселение Мыса Пальмас

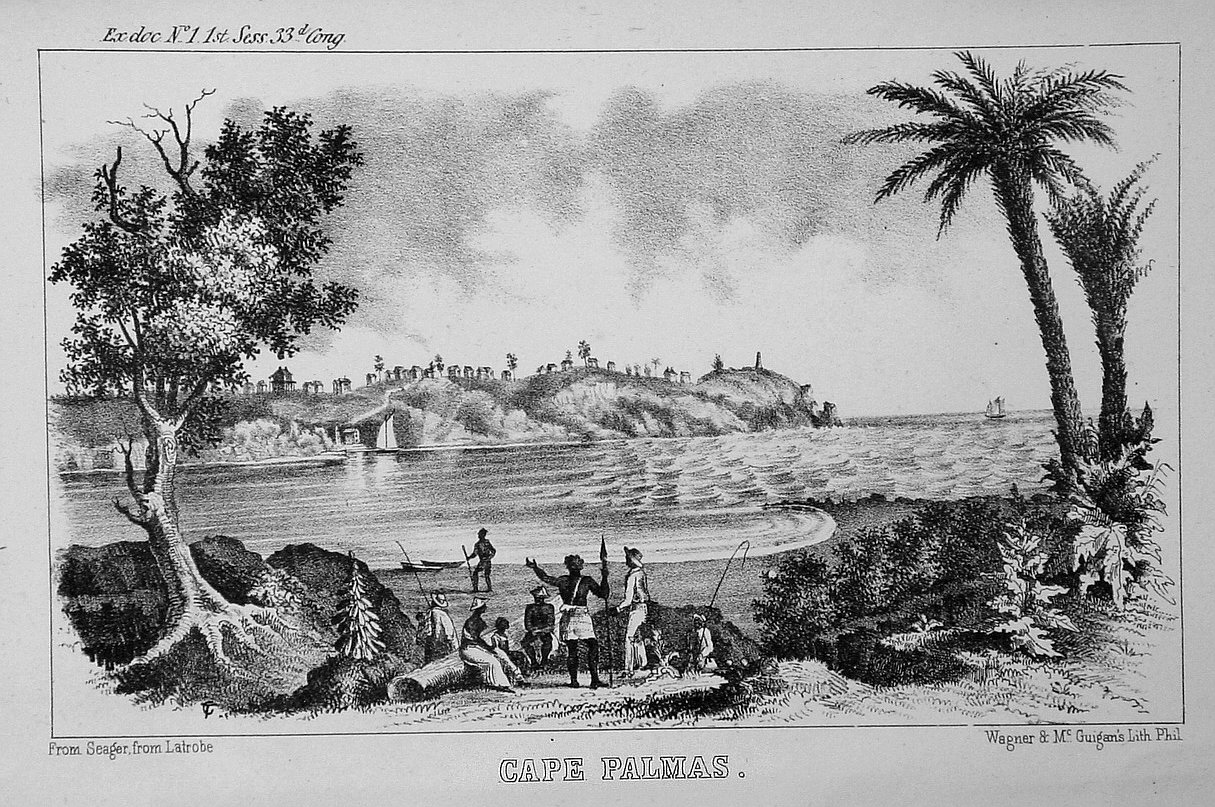
Гравюра Мыс Пальмас, ок. 1853.

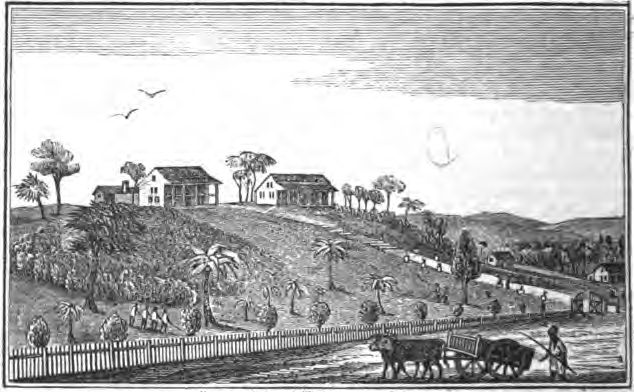
Миссия Мыс Пальмас, ок. 1840.

Первоначально ответвление Американского колонизационного общества, основавшее Либерию в 1822 году, Колонизационное общество штата Мэриленд приняло решение основать собственное новое поселение, которое могло бы принимать его эмигрантов. Первой территорией, которую предстояло заселить в 1834 году, был Мыс Пальмас, находящийся южнее основной Либерии. Мыс — это небольшой скалистый полуостров, соединяющийся с континентом песчаными перешейками. Непосредственно на востоке полуострова устье реки Хоффман. Приблизительно в 21 км на восток по побережью в море впадает река Кавалли, обозначая границу между Либерией и Берегом Слоновой Кости. Она является западной границей Гвинейского залива, согласно Международной Организации по Гидрографии (IHO).
Большинством поселенцев были освобождённые афроамериканские рабы и свободнорождённые афроамериканцы преимущественно из штата Мэриленд. Колония получила название Мэриленд в Африке (также была известна как Мэриленд в Либерии) 12 февраля 1834 года.

### Джон Браун Рассворм

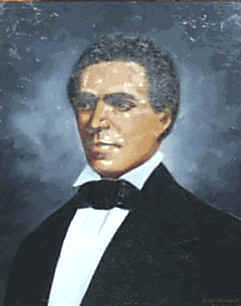
Джон Браун Рассвурм, первый чёрный губернатор Мэриленда в Африке, 1836—1851 гг.

В 1836 году колония утвердила своего первого чёрного губернатора Джона Брауна Рассвурма (John Brown Russwurm) (1799—1851), который сохранял свой пост до самой своей смерти. Рассвурм всячески поощрял эмиграцию афроамериканцев в Мэриленд и поддерживал сельское хозяйство и торговлю. Он начал свою карьеру в качестве колониального секретаря Американского колонизационного общества между 1830 и 1834 годами. Он также работал в качестве редактора Либерия Геральд, однако он оставил свой пост в 1835 году в качестве протеста против американской колонизационной политики.
В 1838 году часть других афроамериканских поселенцев на западном побережье Африки объединились в Содружество Либерии, провозгласившее свою независимость в 1847 году. Однако колония Мэриленда в Либерии не присоединилась к содружеству и оставалась независимой, так как Колонизационное общество штата Мэриленд стремилось сохранить свою торговую монополию в регионе. 2 февраля 1841 года Мэриленду-в-Африке была предоставлена государственность, и он стал Государством Мэриленд. В 1847 году Колонизационное общество штата Мэриленд опубликовало Конституцию и Законы Мэриленда в Либерии, которые основывались на Конституции Соединённых Штатов Америки.

### Декларация о независимости и объединение с Либерией
29 мая 1854 года Государство Мэриленд провозгласило свою независимость, приняв название Мэриленд в Либерии (было также известно под названием Республика Мэриленд), со столицей в Харпере. Оно обладало территорией вдоль побережья между реками Гранд Кесс и Сан Педро. Однако, ему было суждено просуществовать в качестве независимого государства в течение только трёх лет.
Вскоре местные племена Гребо и Кру напали на Государство Мэриленд, будучи недовольными запретом работорговли. Не имея возможностей защититься самостоятельно, Мэриленд обратился к Либерии, своему более могущественному соседу, за помощью. Президент Робертс направил военную помощь, и совместно с мэрилендцами и либерийским ополчением успешно отбросили местные племена. Однако, теперь было очевидно, что Республика Мэриленд не сможет выжить в качестве независимого государства, и 18 марта 1857 года Мэриленд был включён в состав Либерии, известный теперь как Округ Мэриленд.

## Наследие
Статуя Джона Брауна Рассвурма воздвигнута на месте его захоронения в Харпере, мыс Пальмас, Либерия.

## Губернаторы штата Мэриленд в Африке
| Срок                                    | Личность                                                                          |
| --------------------------------------- | --------------------------------------------------------------------------------- |
| 12 февраля 1834 — февраль 1836          | Джеймс Холл, губернатор, Республика Мэриленд                                      |
| Февраль 1836 — 1 июля 1836              | Оливер Холмс-младший, губернатор штата Мэриленд                                   |
| 1 июля 1836 г. — 28 сентября 1836 г.    | Комитет из трех человек, Республика Мэриленд                                      |
| 28 сентября 1836 г. — 2 февраля 1841 г. | Джон Браун Рассвурм, губернатор, Республика Мэриленд                              |
| 2 февраля 1841 г. — 9 июня 1851 г.      | Джон Браун Рассвурм, губернатор штата Мэриленд в Либерии                          |
| 9 июня 1851—1852 гг.                    | Сэмюэл Форд МакГилл, исполняющий обязанности губернатора штата Мэриленд в Либерии |
| 1852 — 29 мая 1854 г.                   | Сэмюэл Форд МакГилл, губернатор штата Мэриленд в Либерии                          |
| 29 мая 1854 г. — 8 июня 1854 г.         | Сэмюэл Форд МакГилл, губернатор Независимого штата Мэриленд в Либерии             |
| 8 июня 1854 г. — апрель 1856 г.         | Уильям А. Прут, губернатор Независимого штата Мэриленд в Либерии                  |
| Апрель 1856 г. — 18 марта 1857 г.       | Бостон Дженкинс Дрейтон, губернатор Независимого штата Мэриленд в Либерии         |